# 가나의 국가
하느님, 우리의 조국 가나를 축복하소서(God Bless Our Homeland Ghana)는 가나 공화국의 국가이며, Philip Gbeho가 작사하였다. 1957년에 국가가 되었고, 1966년에 개정되었다.

## 가사
1
God bless our homeland Ghana
And make our nation great and strong,
Bold to defend forever
The cause of Freedom and of Right;
Fill our hearts with true humility,
Make us cherish fearless honesty,
𝄆 And help us to resist oppressors' rule
With all our will and might evermore. 𝄇
2
Hail to thy name, O Ghana,
To thee we make our solemn vow:
Steadfast to build together
A nation strong in Unity;
With our gifts of mind and strength of arm,
Whether night or day, in the midst of storm,
𝄆 In ev'ry need, whate'er the call may be,
To serve thee, Ghana, now and evermore. 𝄇
3
Raise high the flag of Ghana
And one with Africa advance;
Black star of hope and honor
To all who thirst for liberty;
Where the banner of Ghana free flies,
May the way to freedom truly lie;
𝄆 Arise, arise, O sons of Ghanaland,
And under God march on for evermore! 𝄇

## 해석
1절
신이시여, 우리의 조국 가나를 축복하사,
우리의 조국을 위대하고 강하게 하사,
대담하고 영원히 지켜주소서.
자유와 권리의 목표를
우리의 마음을 겸손으로 채우게 하사,
우리가 두려워 하지 않는 정직을 소중히 여기게 하소서.
𝄆 그리고 우리가 압제자의 지배에 맞서게 도와 주사,
언제나 우리의 모든 의지와 힘으로. 𝄇
2절
만세! 그대의 이름! 오! 가나!
우리는 그대에게 엄숙히 서약하노니
단결 속에서 꿋꿋하게 강한 나라를 함께 세우기를
우리의 마음과 힘으로 밤이나 낮이나 폭풍의 한가운데에서나,
그 어떤 어려움이 있다 하더라도
𝄆 그대 가나를 섬기겠노라고,
지금 이순간에도 그리고 영원히 𝄇
3절
가나의 깃발을 높이 들어 올리고,
하나의 아프리카를 향해 전진하라.
자유를 갈망하는 모든 사람들을 위한
희망과 영광의 검은 별
가나의 깃발이 자유롭게 휘날리는 곳에
진실로 자유를 향한 길이 있기를
𝄆 일어나라, 일어나라, 오! 가나의 아들들이여!
하느님의 보호 앞에서 영원히 나아가리라. 𝄇